# Margaretha Jansson
Margaretha Jansson, född 20 maj 1956, är en svensk målare och skulptör.

## Biografi
Jansson studerade vid Karlstads fria målarskola 1993-1996 och har därefter deltagit i olika kurser med varierande tekniker. Separat har hon ställt ut ett flertal gånger på Galleri Eva Solvang i Stockholm, Köpings konstförening, Galleri Tove Hanaholmens kulturcentrum i Finland, Konstfrämjandet i Karlstad, Galleri Natthagen Löten Norge, SAAB:s konstförening i Linköping. Tillsammans med Trond Einar Solberg Indsetviken ställde hon ut på Galleri Zink i Lillehammer. Hon har bland annat medverkat i samlingsutställningar med Värmlands konstförening på Värmlands museum och Åmåls konsthall, Liljevalchs vårsalong, Höstsalongen på Rackstadmuseet och Kristinehamns konstmuseum, Northern Projects på SIM house i Reykjavik Island, Karlskoga konsthall, Inda Gallery i  Budapest Ungern, Sepsiszentgyörgy i Rumänien, Moss Kunstgalleri i Moss Norge, Teckningstriennalen på Landskrona Konsthall och International Watercolour Exhibition i Antwerpen Belgien.
Bland hennes offentliga arbeten märks bland annat ett verk i  Rottneros, Paus utsmyckning i betong vid Norra Råda i Hagfors, gipsskulpturen Átokos vid  Centralsjukhuset i Karlstad, Vi (- men ändå jag) installation i brons och skiffer vid nya Vålbergsskolan i Vålberg, Strike av brons o järn vid hjärtavdelningen på Danderyds sjukhus och en interaktiv vägg på Nobelgymnasiet i Karlstad.
Hon har tilldelats Arbets- och resestipendium från Karlstad kommun 2011, Hanaholmens vistelsestipendium 2011, Värmlands konstförening Åke Lekmans resestipendium 2009 och Artist in Residence, Reykjavik 2012.
Hennes konst består av tempera, akvarell, teckning, olja, lera, betong, brons och illustratörsuppdrag. Vid sidan av sitt eget skapande anordnar hon veckoslutskurser i måleri. För Nya Wermlandstidningen utförde hon 1999 en serie akvareller till artikelserien 10 Guds bud.
Jansson är representerad vid Statens konstråd, Värmlands läns landsting, Stockholms läns landsting, Uppsala läns landsting, Karlstads kommun, Götene kommun, Skara kommun och Löten kommune i Norge.